# Значение (лингвистика)
Значение —  присущее лингвистической единице категориальное свойство, своеобразие которого заключается в его целостности, и осмысленности и вытекает из специфики, компонентности состава и способа образования этой лингвистической единицы.

## Понятие значения
Значение — это информация о данном в предложении или тексте объекте, действии, знаке, явлении или отношении, выраженная и обобщенная посредством звукового комплекса — слова. Теорию лингвистического значения изучает наука лексикология.
Языковые последовательности могут состоять из слов, фраз и предложений, каждое из которых имеет свой тип значения. Слова чаще всего относятся к некоторым отдельным понятиям. Фразы и предложения являются сложными целыми и выражают суждение, которое может быть верным, а может и нет.

## Теория значения
Теория значения — это лингвистическая дисциплина, которая исследует значение и перекликается с другими направлениями лингвистики.
С изучением теории значения тесно связаны семантика, прагматика, синтаксис и морфология.
- Предмет изучения семантики напрямую связан с тем, что означают слова или фразы[2].
- Предмет изучения прагматики — с тем, как контекст изменяет значение слов[2].
- Морфология языка позволяет раскрыть значение слова благодаря его делению на морфемы.

К главным вопросам теории значения относятся:
- сравнение лексического и фразеологического значений;
- участие компонентов в формировании целостного значения лингвистической единицы;
- коннотация лингвистических единиц;
- особенности фразеологической идеографии.